# Bougou
Bougou este o comună din departamentul Korhogo, regiunea Savanes, Coasta de Fildeș.